# إيرنيستو أوفييدو أوفييدو
إيرنيستو أوفييدو أوفييدو (بالإسبانية: Ernesto Oviedo Oviedo)‏ هو سياسي مكسيكي، ولد في 6 يوليو 1953 في المكسيك. حزبياً، نشط في حزب العمل الوطني. وقد انتخب عضو مجلس النواب المكسيك.